# موسی خان احمدزی
موسی خان اکبر زاده معروف به موسی خان احمد زی یا جنرال موسی خان متولد ۱۹۵۰ در ولایت پکتیکا، یک سیاست‌مدار افغان می‌باشد. وی هم‌اکنون والی ولایت غزنی می‌باشد.. موسی خان در زمان ریاست جمهوری برهاندین ربانی در کنسولگری افغانستان در شهر پیشاور پاکستان کار می‌کرد. وی در زمان داود خان یک جنرال در ارتش ملی افغانستان بود. در مدت جنگ‌های داخلی افغانستان موسی خان فرمانده نظامی بود که برای عبدالرسول سیاف کار می‌کرد.